# Boston Patriots 1962
La stagione 1962 dei Boston Patriots è stata la terza della franchigia nell'American Football League e la seconda con Mike Holovak come capo-allenatore.. La squadra concluse con un bilancio di nove vittorie, quattro sconfitte e un pareggio, al secondo posto nella AFL Eastern division. 

## Roster
Tutti i seguenti giocatori hanno disputato almeno una partita con i Boston Patriots nella stagione 1962.
| Nome             | Ruolo   |
| ---------------- | ------- |
| Tom Addison      | LB      |
| Don Allard       | QB      |
| Houston Antwine  | DT      |
| Fred Bruney      | DB      |
| Nick Buoniconti  | LB      |
| Ron Burton       | HB      |
| Gino Cappelletti | WR/K/DB |
| Jim Colclough    | WR      |
| Jim Crawford     | FB/HB   |
| Walt Cudzik      | C/LB    |
| Bob Dee          | DE/DT   |
| Larry Eisenhauer | DE      |
| Dick Felt        | DB      |
| Larry Garron     | HB      |
| Milt Graham      | T/DT    |
| Ron Hall         | DB      |
| Jim Hunt         | DT/DE   |
| Harry Jacobs     | LB/DE   |
| Dick Klein       | T       |
| Chuck Leo        | G       |
| Charlie Long     | T/G     |
| Billy Lott       | FB      |
| Rommie Loudd     | LB      |
| Leroy Moore      | DE      |
| Billy Neighbors  | G       |
| Ross O'Hanley    | DB      |
| Babe Parilli     | QB      |
| Jess Richardson  | DT      |
| Tony Romeo       | TE      |
| Jack Rudolph     | LB      |
| Tony Sardisco    | G/LB    |
| Chuck Shonta     | DB      |
| Ray Lardani      | T       |
| Thomas Stephens  | TE/DB   |
| Don Webb         | DB      |
| Bob Yates        | T/C     |
| Tom Yewcic       | QB/P/HB |

## Calendario
| Turno | Avversario            | Risultato | Stadio               | Record | Pubblico |
| ----- | --------------------- | --------- | -------------------- | ------ | -------- |
| 1     | at Dallas Texans      | S: 48–28  | Cotton Bowl          | 0–1–0  | 32,000   |
| 2     | Houston Oilers        | B: 32–21  | Harvard Stadium      | 1–1–0  | 32,276   |
| 3     | Denver Broncos        | B: 41–16  | Nickerson Field      | 2–1–0  | 21,038   |
| 4     | Pausa                 |           |                      |        |          |
| 5     | at New York Titans    | V: 43–14  | Polo Grounds         | 3–1–0  | 14,412   |
| 6     | Dallas Texans         | S: 27–7   | Nickerson Field      | 3–2–0  | 23,874   |
| 7     | San Diego Chargers    | V: 24–20  | Nickerson Field      | 4–2–0  | 20,888   |
| 8     | Oakland Raiders       | V: 26–16  | Nickerson Field      | 5–2–0  | 12,514   |
| 9     | at Buffalo Bills      | P: 28–28  | War Memorial Stadium | 5–2–1  | 33,247   |
| 10    | at Denver Broncos     | V: 33–29  | Mile High Stadium    | 6–2–1  | 28,187   |
| 11    | at Houston Oilers     | S: 21–17  | Jeppesen Stadium     | 6–3–1  | 35,250   |
| 12    | Buffalo Bills         | V: 21–10  | Nickerson Field      | 7–3–1  | 20,021   |
| 13    | New York Titans       | V: 24–17  | Nickerson Field      | 8–3–1  | 20,015   |
| 14    | at San Diego Chargers | V: 20–14  | Balboa Stadium       | 9–3–1  | 19,887   |
| 15    | at Oakland Raiders    | S: 20–0   | Frank Youell Field   | 9–4–1  | 8,000    |

## Classifiche
| AFL Eastern Division | AFL Eastern Division | AFL Eastern Division | AFL Eastern Division | AFL Eastern Division | AFL Eastern Division | AFL Eastern Division | AFL Eastern Division | AFL Eastern Division | AFL Eastern Division |
|                      | V                    | S                    | P                    | %                    | DIV                  | PF                   | PS                   | Str.                 |                      |
| -------------------- | -------------------- | -------------------- | -------------------- | -------------------- | -------------------- | -------------------- | -------------------- | -------------------- | -------------------- |
| Houston Oilers       | 11                   | 3                    | 0                    | .786                 | 5–1                  | 387                  | 270                  | W7                   |                      |
| Boston Patriots      | 9                    | 4                    | 1                    | .692                 | 4–1–1                | 346                  | 295                  | L1                   |                      |
| Buffalo Bills        | 7                    | 6                    | 1                    | .538                 | 1–4–1                | 309                  | 272                  | W2                   |                      |
| New York Titans      | 5                    | 9                    | 0                    | .357                 | 1–5                  | 278                  | 423                  | L3                   |                      |

Nota: Le partite pareggiate non vennero conteggiate a fini delle classifiche fino al 1972.